# 古谷佳乃
古谷 佳乃（ふるや よしの、11月1日 - ）は、日本の女性声優、女優。東京都出身。アクセント所属。

## 経歴
2015年、富士見中学高等学校卒業。中学、高校時代から演劇部に所属し、世田谷パブリックシアターや俳優座劇場での公演にも参加経験がある。
2019年、早稲田大学教育学部国語国文学科卒業。在学時は早稲田大学公認ミュージカルサークル「Seiren Musical Project」に所属して、数多くの舞台でヒロイン役を経験する。
大学卒業後に本格的に役者活動を開始し、CAMPFIREのクラウドファンディングを経て2022年に劇場公開予定の自主映画『#アリスの裁き』にて、映画初出演を務めた。

## 人物
資格は図書館司書、英検2級。趣味はディズニー全て、歌唱、観劇、アイドル。

## 出演
太字はメインキャラクター。

### テレビアニメ
- ダンジョン飯（2024年、イヌタデ[5][初出 1]）
- TO BE HERO X（2025年、シアンの母[初出 2]）

### 吹き替え

#### 映画（吹き替え）
2020年
- フェノミナ（ポーラ）

2023年
- ラン・ラビット・ラン（スー）

2024年
- フォールガイ
- ファミリー・プラン（マックス・モーガン）

2025年
- アナザー・シンプル・フェイバー（ニッキー）

#### ドラマ
2020年
- ブリジャートン家（フランチェスカ・ブリジャートン〈ルビー・ストークス〉）

2022年
- アンナラスマナラー魔法の旋律ー
- 今、私たちの学校は…（キム・ヒョンジュ〈チョン・イソ〉）
- こいぬのおうち シーズン2
- 二十五、二十一（イ・イェジ〈チュ・ボヨン〉）
- 私たちの青い夏（マリーサ）

2023年
- アダマス 失われたダイヤ（キム・ソヒ〈イ・スギョン〉）
- ザ・ルーキー 40歳の新米ポリス!? シーズン4（エミリー）

2024年
- 江南Bサイド（ヒョンギョン、他）
- イカゲーム シーズン2
- 終末のフール（ヨンジ）
- レッスン in ケミストリー（リンダ）
- シカゴ・メッド シーズン6（ロリ・シェルトン）
- シカゴ・ファイア シーズン10-（シルビー・ブレット〈カーラ・キルマー〉）
- 正港署（茂木由美、他）
- ビリオネア・アイランド
- ワンダーランド: あなたに逢いたくて（ユンチョルの妹）

2025年
- 離婚保険
- カレーム 宮廷料理人（オルタンス）
- 恋するムービー（ムビ監督の助手、ハンソル）
- ヤング・ミリオネアズ（ヴィクトワール）

#### アニメ
- ヘイ!ダギー（英語版）（ノリー）
- カルマのラップワールド シーズン2（エヴァ）
- バーニーの世界（ヴィヴィー）
- ゴールディ 大きなハートの女の子

#### ボイスオーバー
- 最後通牒〜結婚、それともさようなら?（マエソン）
- ソーイング・ビー7（ミア[14]）

### 映画
- #アリスの裁き（2022年3月11日） - 野村アリス 役[15]

### MV
- 山崎育三郎「Keep in touch」

### コンサート
- 山崎育三郎のI AM 1936 Presents THIS IS IKU（バックコーラス出演）

### 舞台
- アース製薬 presents 戦後74年を飛び越えて「MOTHER マザー〜特攻の母 鳥濱トメ物語〜」（2019年5月2日 - 6日、新国立劇場 小劇場） ※ダブルキャスト。Aに出演[16]。
- HANA'S MELANCHOLY VOL.1「人魚の瞳、海の青」（2019年7月20日 - 24日、新宿眼科画廊）[17]
- ミュージカル「ズボン船長〜Fifi & the Seven Seas〜」（2019年12月6日 - 8日、新国立劇場 中劇場） - アンサンブル[18]

### 初出話一覧
1. ↑  第14話初出
2. ↑  第10話初出